# چاندنی بار
چاندنی بار (به هندی: Chandni Bar) فیلمی محصول سال ۲۰۰۱ و به کارگردانی مادهور بااندارکار است. در این فیلم بازیگرانی همچون تابو، آتول کولکارنی، راجپال یاداو ایفای نقش کرده‌اند.